# Wielkie plemię
Wielkie plemię (zwane także związkiem plemiennym, związkiem plemion, lub szczepem) – związek kilku lub kilkunastu plemion połączonych więzami pochodzenia, religii lub zagrożenia zewnętrznego.
Wielkie plemiona mogły powstawać na skutek rozrostu liczebnego i rozpadu wcześniejszych plemion (wspólnota pochodzenia, religii i dialektu). Mogły też być efektem umowy sąsiadujących ze sobą plemion, stawiających sobie wspólne cele do osiągnięcia (gospodarcze, militarne). Trudno natomiast uważać za wielkie plemię państwo plemienne powstałe na skutek podboju okolicznych plemion przez plemię agresywne.
W warunkach słowiańskich organem wielkiego plemienia był wiec wielkoplemienny, złożony z przedstawicieli starszyzny plemion członkowskich. Jeśli wielkie plemię znajdowało się na wyższym stopniu rozwoju instytucjonalnego, na jego czele – oprócz wiecu – stał wybieralny lub dziedziczny wódz, zwany wielkim księciem.